# Элит, Джейн
Джейн Элит (Jane Elith) — австралийский эколог, специалист в области прикладной экологии, количественный эколог. Доктор философии (2003), профессор Мельбурнского университета, член Австралийской АН (2017), иностранный член НАН США (2020). Отмечена Frank Fenner Prize for Life Scientist of the Year (2015) и Fenner Medal Австралийской АН (2016).
Highly Cited Researcher (2014—2018).

## Биография
Отец — инженер-химик, мать — практикующий психолог.
Первоначально хотела получить высшее образование по лесоводству.
Окончила с отличием Мельбурнский университет (бакалавр сельскохозяйственных наук, 1977) и там же получила степень доктора философии по количественной экологии (в Школе ботаники в 2003 году — под началом профессора Mark Burgman), а ныне — профессор школы бионаук.
Также исследовательский фелло CEBRA.
Член Экологического общества Австралии.
Её работы цитировались более 23 тыс. раз.
Мать троих сыновей.